# دهستان دهنو
دهستان دهنو، یکی از دهستان‌های بخش قلعه قاضی شهرستان بندرعباس در استان هرمزگان ایران است. مرکز این دهستان، روستای دهنو است.

## جمعیت
بر پایه سرشماری عمومی نفوس و مسکن در سال ۱۳۹۵، جمعیت دهستان دهنو برابر با ۵٬۲۳۴ نفر بوده‌است.